# أولغا غارسيا
أولغا غارسيا (1 يونيو 1992 بدوسرايوس في إسبانيا - ) (بالإسبانية: Olga García Pérez) هي لاعبة كرة قدم إسبانية في مركز الهجوم. شاركت مع منتخب إسبانيا تحت 19 سنة لكرة القدم للسيدات. أما مع النوادي، فقد لعبت مع أتلتيكو مدريد للسيدات ونادي برشلونة لكرة القدم للسيدات وLevante UD Femenino ‏.

## وصلات خارجية
- أولغا غارسيا على موقع الاتحاد الأوربي (الإنجليزية)
- أولغا غارسيا على موقع قاعدة بيانات كرة القدم.إي يو (الإنجليزية)
- أولغا غارسيا على موقع Soccerway.com (الإنجليزية)
- أولغا غارسيا على موقع عالم كرة القدم.نت (الإنجليزية)